# Абран (святой)
Абран (англ. Abran; ум. 515) — святой, отшельник бретонский. День памяти — 8 мая.
Святой Абран, что по-бретонски означает Авраам, был родом из Ирландии. Вместе со своими восемью братьями и сёстрами, среди которых был св. Трессан, св. Абран отправился в Бретань. Посвятив свою жизнь Господу, он поселился отшельником на реке Марна, в том месте, которое ему указал св. Ремигий. Иногда его именуют св. Гибриан.